# Marchal (Cantal)
Pour les articles homonymes, voir Marchal.
Marchal est une commune associée de Champs-sur-Tarentaine-Marchal et une ancienne commune française, située dans le département du Cantal en région Auvergne-Rhône-Alpes.

## Histoire
Elle a été unie avec la commune de Trémouille de 1806 à 1828. Elle a fusionné en 1972 sous le régime de la fusion-association avec la commune de Champs-sur-Tarentaine. La commune avait une superficie de 14,79 km2.

## Administration

### Maires délégués
Marchal étant une commune associée, elle dispose d'un maire délégué.
| Période                                  | Période                        | Identité           | Étiquette | Qualité |
| ---------------------------------------- | ------------------------------ | ------------------ | --------- | ------- |
| mars 2014                                | En cours (au 23 novembre 2016) | Martine Moucourier |           |         |
| Les données manquantes sont à compléter. |                                |                    |           |         |

### Maires
| Période                                  | Période | Identité | Étiquette | Qualité |
| ---------------------------------------- | ------- | -------- | --------- | ------- |
|                                          |         |          |           |         |
| Les données manquantes sont à compléter. |         |          |           |         |

## Démographie
| 1793 | 1800 | 1806 | 1821 | 1831 | 1836 | 1841 | 1846 | 1851 |
| ---- | ---- | ---- | ---- | ---- | ---- | ---- | ---- | ---- |
| -    | -    | -    | -    | 479  | 492  | 453  | 427  | 450  |

| 1856 | 1861 | 1866 | 1872 | 1876 | 1881 | 1886 | 1891 | 1896 |
| ---- | ---- | ---- | ---- | ---- | ---- | ---- | ---- | ---- |
| 420  | 403  | 423  | 431  | 450  | 511  | 498  | 535  | 509  |

| 1901 | 1906 | 1911 | 1921 | 1926 | 1931 | 1936 | 1946 | 1954 |
| ---- | ---- | ---- | ---- | ---- | ---- | ---- | ---- | ---- |
| 505  | 504  | 505  | 437  | 331  | 352  | 321  | 262  | 228  |

| 1962 | 1968 | 1975 | 1982 | 1990 | 1999 | 2008 | 2010 | 2013 |
| ---- | ---- | ---- | ---- | ---- | ---- | ---- | ---- | ---- |
| 172  | 185  | -    | -    | -    | -    | 87   | 87   | 88   |

| 2017 | - | - | - | - | - | - | - | - |
| ---- | - | - | - | - | - | - | - | - |
| 90   | - | - | - | - | - | - | - | - |

Histogramme

(élaboration graphique par Wikipédia)